# Adoniram J. Warner
Adoniram Judson Warner (13 de enero de 1834- 12 de agosto de 1910) fue un Representante estadounidense por Ohio y general en el Ejército de la Unión durante la Guerra de Secesión.

## Biografía
Nació en Wales, Nueva York (cerca de Búfalo y se mudó con sus padres a Wisconsin cuando tenía once años.  Fue a la escuela en Beloit, Wisconsin y al New-York Central College, McGrawville de Nueva York.  Fue director de la Academia Lewistown en Pensilvania; superintendente de las escuelas públicas del condado de Mifflin, Pensilvania, y director de Mercer Union School, también en Pensilvania desde 1856 a 1861. Fue ascendido a capitán en la Décima Reserva de Pensilvania el 21 de julio de 1861; teniente coronel el 14 de mayo de 1862; coronel el 25 de abril de 1863, y coronel de la Reserva del Cuerpo de brigadas veteranos el 15 de noviembre de 1863. Fue brigadier general el 13 de marzo de 1865.
Estudió Derecho y fue admitido al Colegio de Abogados en Indianápolis en 1865, pero nunca ejerció. Al término de la guerra, regresó a Pensilvania, y en 1866 se mudó a Marietta, Ohio. Se involucró en los negocios del petróleo, del carbón y del ferrocarril. 
Warner fue elegido como Demócrata por el 46.º Congreso (4 de marzo de 1879-3 de marzo de 1881). No tuvo éxito en la reelección de 1880 para el 47.º Congreso.
Warner fue elegido para los 48.º y 49.º Congresos (desde el 4 de marzo de 1883 hasta el 3 de marzo de 1887). No se presentó a la reelección de 1886. Se desempeñó como delegado a la Convención Nacional Demócrata 1896.  Se comprometió en la construcción del tranvía en el Distrito de Columbia y en la construcción del ferrocarril en Ohio. Desde 1898 hasta seis meses antes de su muerte, se involucró en el transporte y el desarrollo de la energía en Georgia.  Murió en Marietta, Ohio, el 12 de agosto de 1910. Fue enterrado en el cementerio de Oak Grove.